# Ernest Wanko
Ernest Wanko (ur. 4 kwietnia 1934 w Nkongsamba, zm. 17 marca 2015) – kameruński polityk, pierwszy prezes Narodowego Komitetu Olimpijskiego i Sportowego Kamerunu, w młodości francuski lekkoatleta, skoczek w dal i sprinter, medalista mistrzostw Europy z 1954.
Na mistrzostwach Europy w 1954 w Bernie zdobył brązowy medal w skoku w dal, przegrywając jedynie z Ödönem Földessym z Węgier i Polakiem Zbigniewem Iwańskim. Startował na tych mistrzostwach również w sztafecie 4 × 100 metrów, ale odpadł w eliminacjach.
Był mistrzem Francji w skoku w dal w 1954 oraz wicemistrzem w biegu na 200 metrów w 1953 i w skoku w dal w 1957.
Był pierwszym prezesem Narodowego Komitetu Olimpijskiego i Sportowego Kamerunu w latach 1963–1972.